# Староакадемический корпус
Староакадемический корпус (также известный как Мазепинский) — здание, которое принадлежит университетскому городку Hационального университета «Киево-Могилянская академия».

## История
История здания начинается с начала XVIII века. Оно было построено для академии по заказу гетмана Ивана Мазепы. Позже, с расширением университета были достроены второй и третий этажи. После пожара в 1811 году в Киеве, корпус был восстановлен при участии архитектора Андрея Меленского. Корпус был изображён на печати старой Киево-Могилянской академии. Его изображение также содержится на денежной купюре в 500 украинских гривен, на логотипах Украинского научного института Гарвардского университета и Института украинской археографии и источниковедения им. М. С. Грушевского НАН Украины.
Современным университетом здание используется как Исследовательская библиотека. В Староакадемическом корпусе также содержится Конгрегационный зал, где проходят наиболее торжественные университетские события такие как визиты гостей и научные конференции. Также в корпусе проводит свои мероприятия, конференции и выставки Научно-исследовательский центр визуальной культуры при НаУКМА.

## Мемориальные доски
На здании размещены мемориальные доски благотворителям университета Елизавете Васильевне Галшке и Петру Могиле, а также студентам академии Михаилу Ломоносову и Артему Веделю.

## Галерея

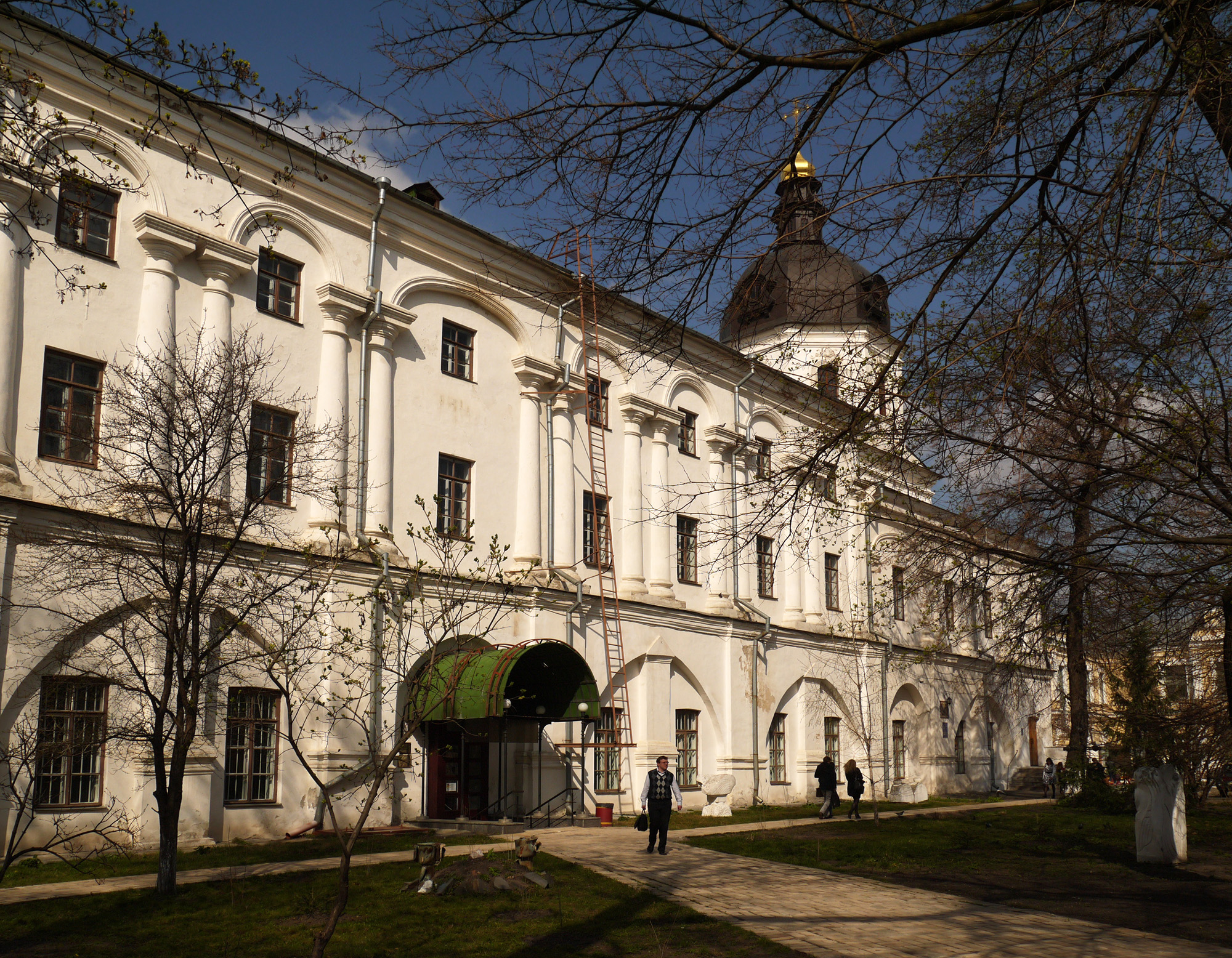
Южный фасад
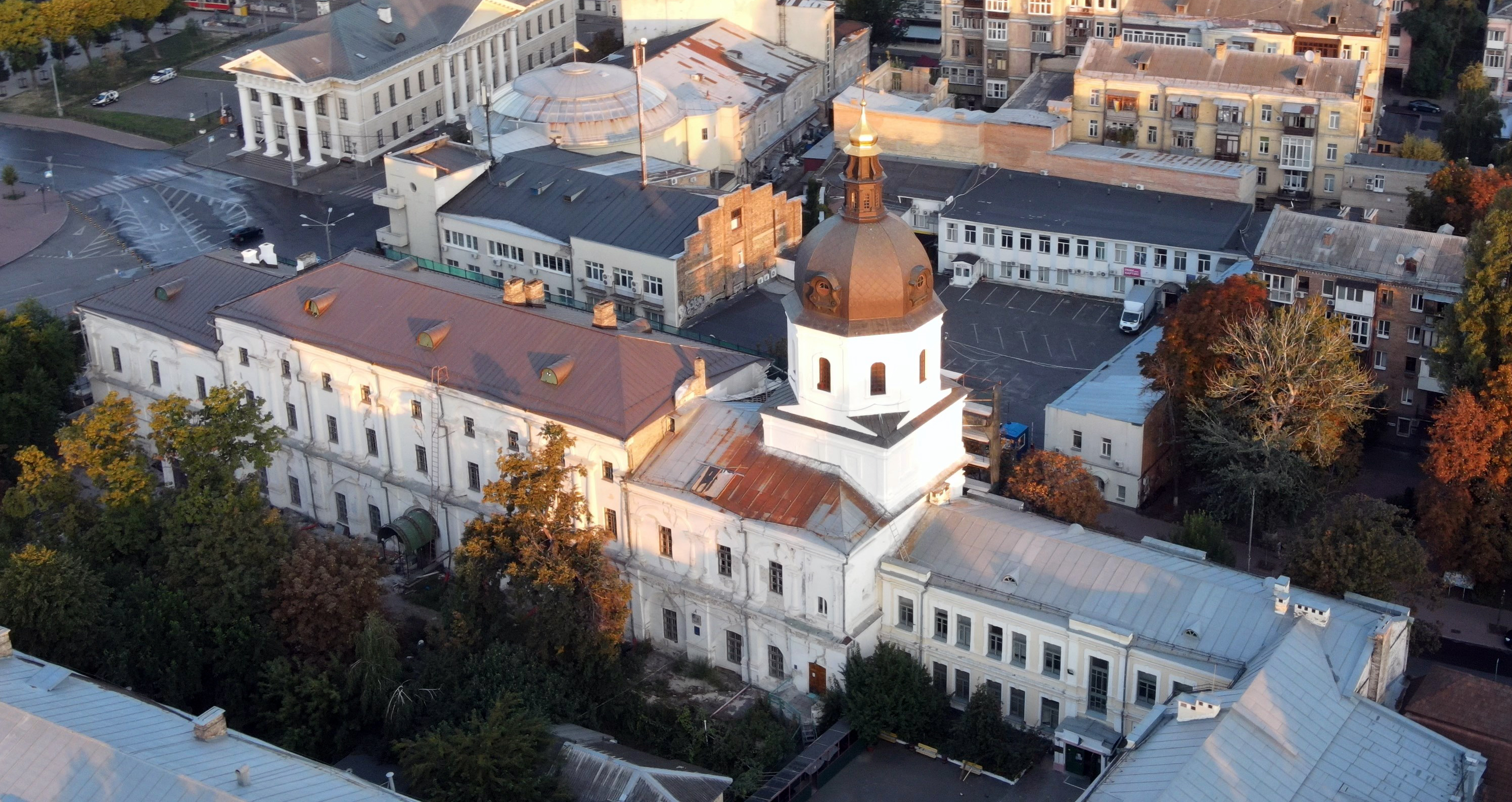
Вид с высоты
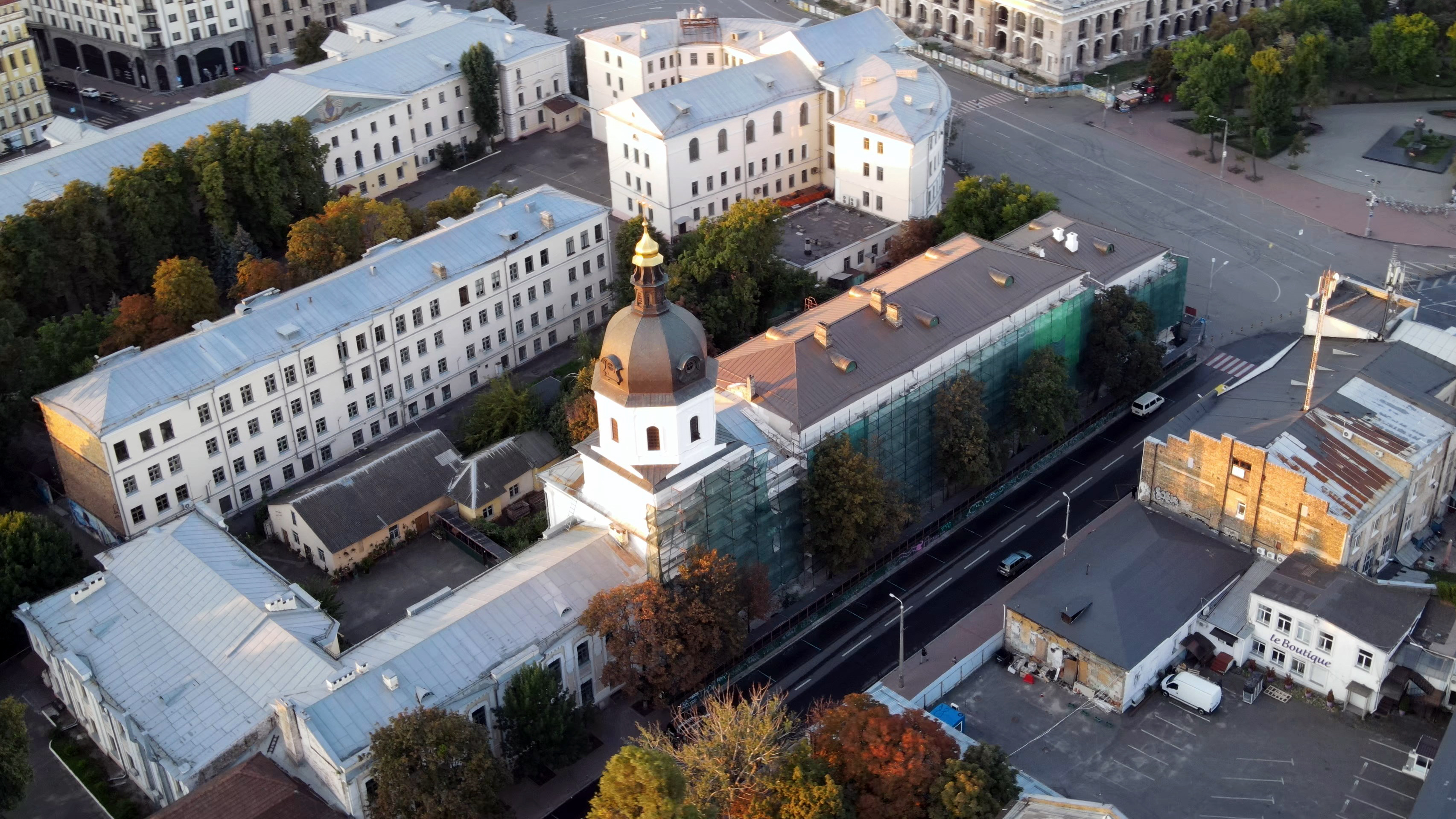
Вид с высоты
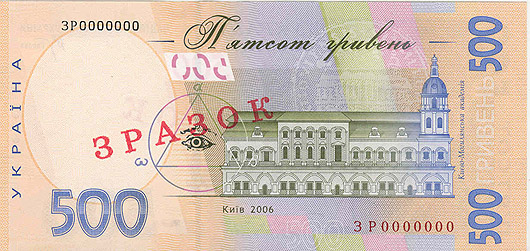